# Brogborough
Brogborough – wieś w Anglii, w hrabstwie ceremonialnym Bedfordshire, w dystrykcie (unitary authority) Central Bedfordshire. Leży 15 km na południowy zachód od centrum miasta Bedford i 67 km na północny zachód od centrum Londynu. Miejscowość liczy 343 mieszkańców.